# Green Moor Beck
Der Green Moor Beck ist ein Wasserlauf im Lake District, Cumbria, England. Er entsteht westlich des Beacon Tarn und fließt in südwestlicher Richtung bis zu seiner Mündung in den Kirkby Pool.